# Jan Maszczyszyn
Jan Maszczyszyn (ur. 16 stycznia 1960 w Bytomiu) – polski pisarz, autor fantastyki. W 2022 zdobył Srebrne Wyróżnienie Nagrody Literackiej im. Jerzego Żuławskiego za powieść Chronometrus.

## Życiorys
Urodzony w Bytomiu, w 1989 roku wyemigrował do Australii.
W 2020 otrzymał Srebrne Wyróżnienie w Nagrodzie Literackiej im. Jerzego Żuławskiego za powieść Necrolotum.
Debiutował opowiadaniem Strażnik w Nowym Wyrazie w 1977. Laureat (obok Andrzeja Sapkowskiego i Marka Huberatha) konkursu ogłoszonego przez miesięcznik Fantastyka za opowiadanie Ciernie.
Publikował opowiadania w periodykach: Fantastyka, Politechnik, Fakty, Odgłosy, Fenix Antologia, Szortal na wynos, OkoLica Strachu, Sofa, zinach Somnambul, Fikcje, Kwazar, Feniks, Spectrum czy antologiach: Spotkanie w przestworzach – antologia młodych, Pożeracz szarości, Sposób na Wszechświat, Dira necessitas.
Po wyemigrowaniu z Polski miał wieloletnią przerwę w twórczości, powrócił na rynek po dwóch dekadach.

## Publikacje

### Powieści
- Światy Solarne, 2015, Wydawnictwo Solaris, ISBN 978-83-7590-226-6[6]
- Światy Alonbee, 2016, Wydawnictwo Solaris, ISBN 978-83-7590-260-0[6]
- Hrabianka Asperia, 2017, Wydawnictwo Solaris, ISBN 978-83-7590-261-7[6]
- Necrolotum, 2019, Genius Creations, ISBN 978-83-7995-354-7[6]

### Zbiory opowiadań
- Czas przebudzenia, 2011, N&A, ISBN 978-83-7805-325-5[8]
- Testimonium, 2013, Warszawska Firma Wydawnicza, ISBN 978-83-7805-325-5[6]

### Opowiadania[1]
- Strażnik, 1977, Nowy Wyraz 09 (63) 1977, Spotkanie w przestworzach 1
- Dzieci Ognia 1978 Merkuriusz 08 (113) 1978
- Opowieści króla Błękitnych Galaktyk, Agdura o wspaniałych czynach władcy Spękanych Globów Birlandii, szlachetnego Tajana, 1980, Kwazar 02 (3) 1980
- Rykoszet, 1981, Spectrum 01 (1) 1981
- Dzień nieostateczny, 1983  Fikcje 01 (01) 1983,
- Roślinka, 1983, Fikcje 03 (03) 1983
- Siła idei, 1983, Fikcje 07-09 (07) 1983
- Apartament Ziemia, 1984, Fikcje 06 (16) 1984
- Wyprawa kolonialna, 1984, Fikcje 05 (15) 1984
- Hydra, 1985, Fikcje 03 (23) 1985
- Noc pokuty, 1985, Sposób na Wszechświat
- Sieć podstępu, 1985, Fikcje 04 (24) 1985
- Ciernie, 1986, Fantastyka 08 (47) 1986, Pożeracz szarości
- Spokój przeklętych myśli, 1986  Feniks 03 (08) 1986, Dira necessitas,
- Brzeg ostateczności, 2013, Testimonium
- Czas przebudzenia, 2013, Testimonium
- Drugie kuszenie Adasia, 2013, Testimonium
- Kontemplariusz Artyzjonu, 2013, Testimonium
- Laleczki, 2013, Testimonium
- Las nawiedzonych, 2013, Testimonium
- Milczenie gapia, 2013, Testimonium
- Nieboski księżyc, 2013, Testimonium
- Pasje mojej miłości, 2013, Testimonium
- Posłańcy opętania, 2013, Testimonium
- Przepraszam, zajęte, 2013, Testimonium, Tarnowskie Góry Fantastycznie
- Spotkanie na skrzyżowaniu losów, 2013, Testimonium
- Strażnik II, 2013, Testimonium
- Szklane głosy, 2013, Testimonium
- Szkłolud  2013, Testimonium
- Testimonium, 2013, Testimonium
- Upadłe wizje, 2013, Testimonium
- Wnetwstąpienie, 2013, Testimonium
- Żołnierzyki, 2013, Testimonium
- Homo pregnantus, 2013, Bizarro Bazar
- Zabaweczka, 2014, Toystories